# Club Atlético de Madrid 2018-2019
Questa voce raccoglie le informazioni riguardanti il Club Atlético de Madrid nelle competizioni ufficiali della stagione 2018-2019.

## Stagione
La stagione 2018-2019 vede l'82ª partecipazione alla massima divisione spagnola e la 17ª di fila per l'Atlético Madrid, che conferma il tecnico argentino Diego Simeone, secondo allenatore con più panchine in Liga nella storia dei Rojiblancos e primo a rimanere per otto stagioni consecutive. La squadra di Madrid, dopo aver terminato al secondo posto il campionato precedente si qualifica, per la sesta volta consecutiva, direttamente alla fase a gironi della Champions League. Il primo impegno ufficiale dei Colchoneros è il 15 agosto, allo stadio A. Le Coq Arena di Tallinn, contro il Real Madrid, per la conquista della Supercoppa europea. A vincere il trofeo è la squadra di Simeone, squalificato e sostituito in panchina da Germán Burgos, per 4-2 dopo i tempi supplementari. L'esordio in campionato avviene il 20 agosto al Mestalla di Valencia e vede i Taronges fermare sull'1-1 i madrileni. Il primo successo in Liga coincide col debutto casalingo, alla seconda giornata, contro il Rayo Vallecano (1-0).
Il 30 agosto a Monte Carlo ha luogo il sorteggio dei gironi di Champions League che vede impegnati i Colchoneros nel gruppo A con i vicecampioni di Francia del Monaco, i tedeschi del Borussia Dortmund e i campioni del Belgio del Club Bruges. Il 1º settembre la squadra perde la prima partita stagionale: 2-0 in casa del Celta Vigo. L'esordio in Champions League sorride ai Colchoneros che espugnano 2-1, in rimonta, il campo del Monaco. Il 29 settembre si chiude a reti inviolate la partita d'andata del derbi madrileño al Bernabéu. Il 24 ottobre i Rojiblancos perdono la prima gara stagionale in Europa, subendo un pesante 4-0 sul campo del Borussia Dortmund. Il 28 novembre, grazie alla vittoria casalinga per 2-0 contro il Monaco, gli uomini del Cholo si qualificano alla fase a eliminazione diretta della Champions League con un turno di anticipo rispetto alla fine del girone, chiuso al secondo posto dietro al Borussia Dortmund.
Il 5 dicembre, in virtù del risultato complessivo di 5-0 ottenuto contro il Sant Andreu, l'Atlético supera i sedicesimi di finale di Coppa del Re. Il 3 gennaio il club viene premiato ai Globe Soccer Awards come "Migliore squadra dell'anno". Il 13 gennaio si chiude il girone di andata dell'Atlético Madrid con la squadra che difende l'imbattibilità casalinga, grazie alla vittoria di misura sul Levante, e si mantiene in corsa per la lotta al titolo. Il 16 gennaio l'Atlético viene eliminato dalla Coppa del Re in seguito al pareggio tra andata e ritorno per 4-4 contro il Girona, per la regola dei gol in trasferta. Il 9 febbraio i Colchoneros subiscono il primo ko interno stagionale, ad opera dei concittadini del Real Madrid, perdendo contestualmente il derby di ritorno.
Il 12 marzo, in seguito alla sconfitta complessiva per 3-2 contro gli italiani della Juventus, l'Atlético viene eliminato agli ottavi di finale di Champions League. Il 6 aprile l'Atlético perde lo scontro diretto con il Barcellona (2-0), scendendo a meno undici punti dalla vetta. Il 18 maggio si conclude la stagione dell'Atlético Madrid con il pareggio, in rimonta, per 2-2 in casa del Levante.

## Maglie e sponsor
Lo sponsor tecnico per la stagione 2018-2019 è per il 18º anno consecutivo Nike. Lo sponsor ufficiale è per la quarta stagione consecutiva Plus500, mentre sulla parte alta delle maniche ci sarà lo stemma della Hyundai. Esclusivamente nelle competizioni europee, sotto il numero sulla schiena dei calciatori sarà presente il logo di Save the Children.
Rispetto all'anno precedente le tre strisce rosse sono meno larghe, dando spazio a un accenno di altre due strisce che partono di fianco alle braccia. Non ci sono più i graffi diagonali, ma al centro della divisa, dove è situato lo sponsor, le strisce terminano come se fossero sfrangiate e dal basso ne partono altre rosse alternate a quelle bianche. Sempre nella parte inferiore c'è un dettaglio blu che richiama la sfrangiatura tra il bianco e il rosso. La maglia, senza colletto, presenta intorno al collo un bordo azzurro dietro al quale si può vedere la bandiera della Spagna. I pantaloncini sono blu classico, mentre i calzettoni rossi con la scritta Atlético sotto il simbolo Nike entrambi in blu.
Nella seconda maglia è invece predominante l'azzurro. La differenza cromatica sulle maniche che si oscura e riprende il tema della prima maglia dà una sensazione di velocità e il colore elettrico utilizzato per gli sponsor e i dettagli sembrano dare energia alla squadra. Inoltre anche questo kit include una bandiera spagnola situata nella parte posteriore del collo. I pantaloncini e i calzettoni sono sempre azzurri e riprendono anch'essi il tema della prima maglia.
La terza maglia ha come soggetto la città di Madrid o, più nello specifico, la Fontana di Nettuno ove i fan e la squadra festeggiano i titoli. Il disegno evoca una mappa della capitale spagnola, con Plaza de Cánovas del Castillo al centro della maglia. Il colore predominante è l'azzurro, suddiviso in due diverse tonalità più scura e più chiara che vanno a sostituire il bianco e il rosso a strisce classico, mentre gli sponsor e lo stemma sono in giallo. Il colletto non è presente e dietro al collo c'è un tridente giallo in verticale che richiama il dio Nettuno. I pantaloncini sono di colore bianco opaco, con i dettagli in azzurro. I calzettoni sono azzurri dal piede fino al polpaccio, mentre sul ginocchio sono bianchi e i dettagli in giallo.
| Casa | Trasferta | Terza maglia |

## Organigramma societario
Dal sito internet ufficiale della società.
Area direttiva
- Presidente: Enrique Cerezo

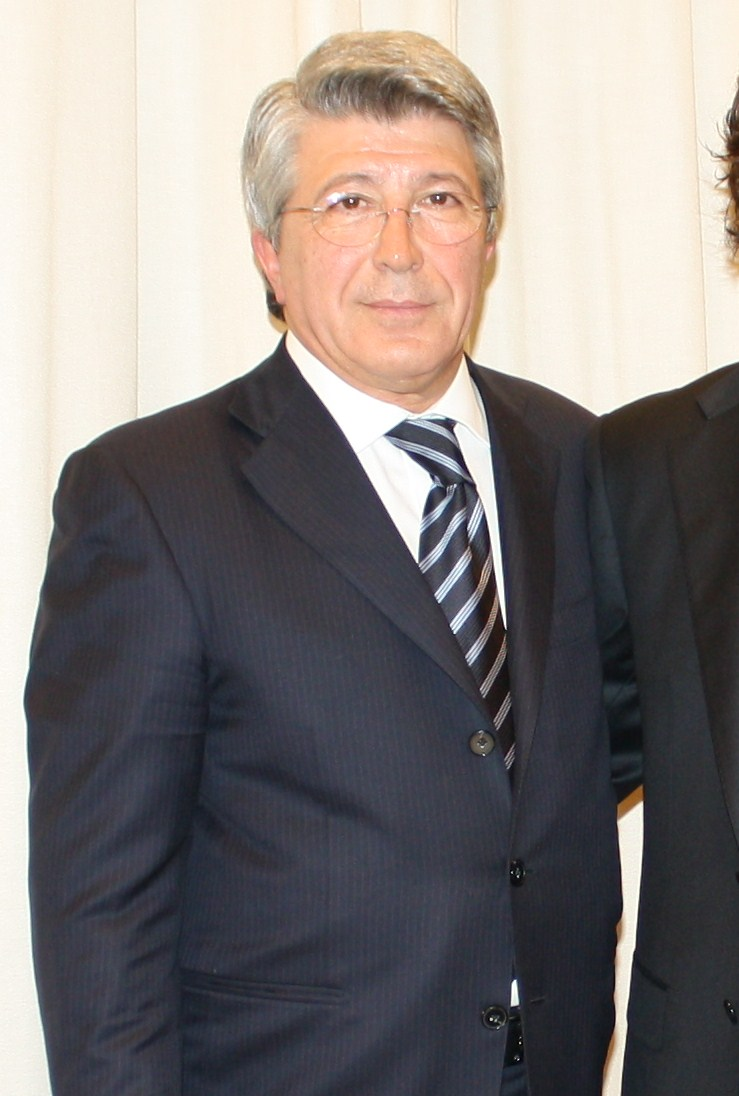
Il presidente Enrique Cerezo, in carica dal 2003

- Amministratore delegato: Miguel Ángel Gil Marín
- Vicepresidente area sociale: Lázaro Albarracín Martínez
- Vicepresidente area commerciale: Antonio Alonso Sanz
- Consiglieri: Severiano Gil y Gil, Óscar Gil Marín, Clemente Villaverde Huelga
- Segretario del consiglio: Pablo Jiménez de Parga
- Assessori del consiglio amministrativo: Peter Kenyon, Ignacio Aguillo
- Assessori legali: José Manuel Díaz, Despacho Jiménez de Parga

Area organizzativa
- Direttore finanziario: Mario Aragón Santurde
- Direttore esecutivo: Clemente Villaverde Huelga
- Direttore sportivo: José Luis Pérez Caminero
- Direttore tecnico: Andrea Berta

Area marketing
- Direttore area marketing: Javier Martínez
- Direttore commerciale: Guillermo Moraleda
- Direttore delle risorse: Fernando Fariza Requejo

Area infrastrutturale
- Direttore dei servizi generali e delle infrastrutture: Javier Prieto

Area controllo
- Direttore di controllo: José Manuel Díaz Pérez

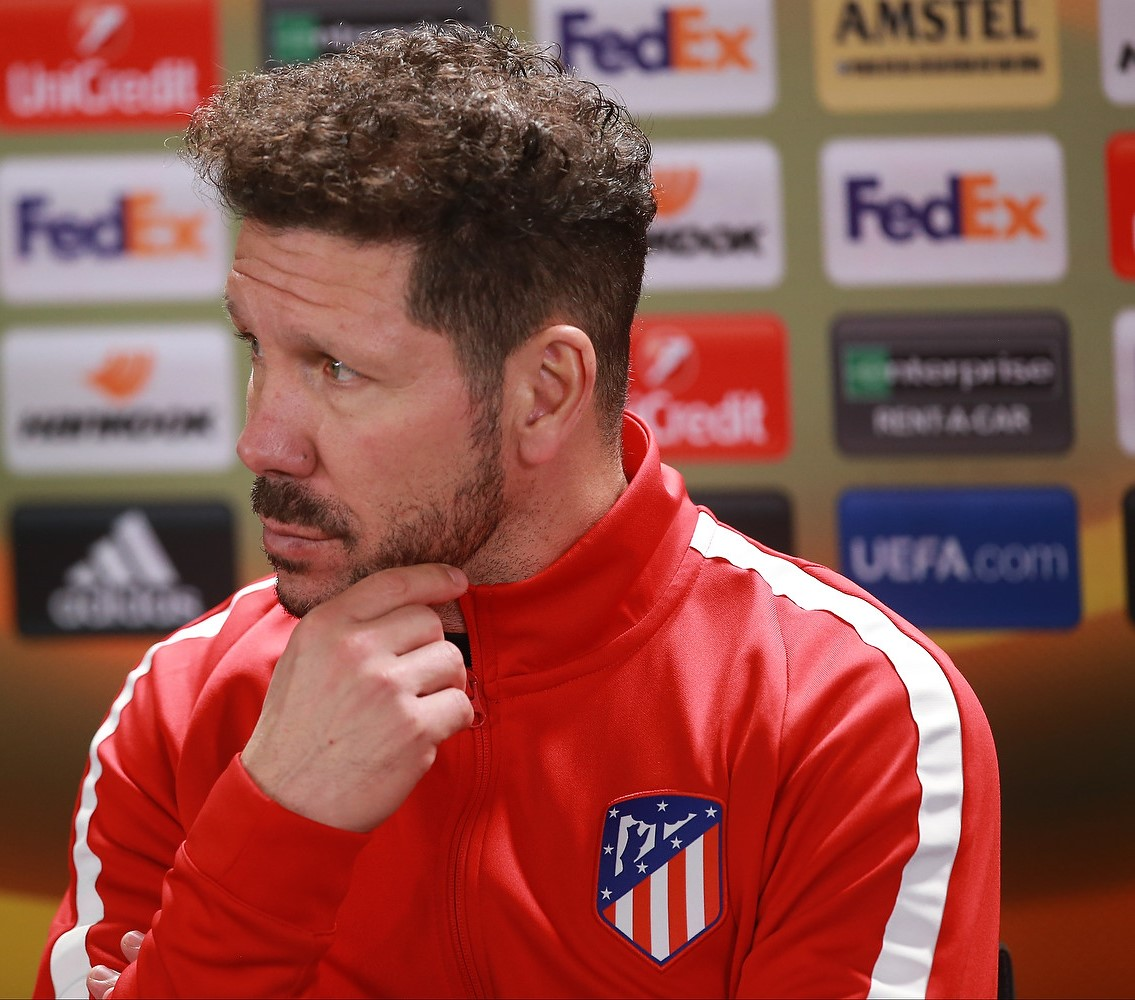
L'allenatore Diego Pablo Simeone all'ottava stagione sulla panchina, è il tecnico più vincente nella storia dei Colchoneros

Area sviluppo giovanile e internazionale
- Direttore del settore giovanile e dello sviluppo internazionale: Emilio Gutiérrez Boullosa
- Direttore sportivo del settore giovanile: Carlos Aguilera
- Direttore tecnico del settore giovanile: Miguel Ángel Ruiz
- Capo talent scout: Luis Rodríguez Ardila

Area comunicazione
- Direttore della comunicazione e area digitale: Rafael Alique

Area tecnica
- Allenatore: Diego Simeone
- Allenatore in seconda: Germán Burgos
- Preparatori atletici: Óscar Ortega, Carlos Menéndez, Iván Rafael Díaz Infante, Tiago Mendes[33]
- Preparatore dei portieri: Pablo Vercellone
- Allenatore in terza: Juan Vizcaíno
- Delegato: Pedro Pablo Matesanz

Area sanitaria
- Responsabile: José María Villalón
- Medico: Óscar Luis Celada
- Infermiere: Gorka de Abajo
- Fisioterapisti: Esteban Arévalo, David Loras, Jesús Vázquez, Felipe Iglesias Arroyo, Iván Ortega
- Massaggiatore: Daniel Castro, Óscar Pitillas

Area ausiliare
- Magazzinieri: Cristian Bautista, Dimcho Pilichev, Mario Serrano, Fernando Sánchez Ramírez

## Rosa

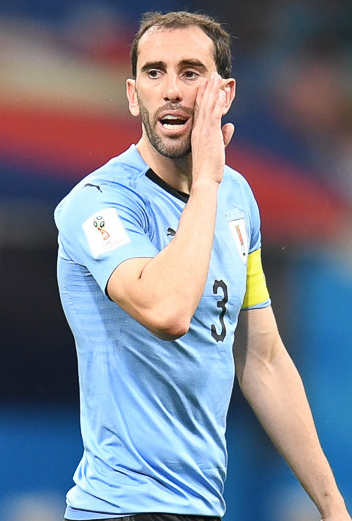
Diego Godín (con la maglia dell') è il nuovo capitano dell'Atlético Madrid

La rosa e la numerazione sono tratte dal sito ufficiale dell'Atlético Madrid.
| N. |                      | Ruolo | Calciatore             |
| -- | -------------------- | ----- | ---------------------- |
| 1  | Spagna (bandiera)    | P     | Antonio Adán           |
| 2  | Uruguay (bandiera)   | D     | Diego Godín (capitano) |
| 3  | Brasile (bandiera)   | D     | Filipe Luís            |
| 4  | Colombia (bandiera)  | D     | Santiago Arias         |
| 5  | Ghana (bandiera)     | C     | Thomas Teye Partey     |
| 6  | Spagna (bandiera)    | C     | Koke                   |
| 7  | Francia (bandiera)   | A     | Antoine Griezmann      |
| 8  | Spagna (bandiera)    | C     | Saúl                   |
| 9  | Croazia (bandiera)   | A     | Nikola Kalinić         |
| 10 | Argentina (bandiera) | A     | Ángel Correa           |
| 11 | Francia (bandiera)   | C     | Thomas Lemar           |

| N. |                       | Ruolo | Calciatore      |
| -- | --------------------- | ----- | --------------- |
| 13 | Slovenia (bandiera)   | P     | Jan Oblak       |
| 14 | Spagna (bandiera)     | C     | Rodrigo         |
| 15 | Montenegro (bandiera) | D     | Stefan Savić    |
| 18 | Portogallo (bandiera) | C     | Gelson Martins  |
| 18 | Argentina (bandiera)  | D     | Nehuén Pérez    |
| 19 | Spagna (bandiera)     | A     | Diego Costa     |
| 20 | Spagna (bandiera)     | D     | Juanfran        |
| 21 | Francia (bandiera)    | D     | Lucas Hernández |
| 22 | Spagna (bandiera)     | A     | Álvaro Morata   |
| 23 | Spagna (bandiera)     | C     | Vitolo          |
| 24 | Uruguay (bandiera)    | D     | José Giménez    |

## Calciomercato
Dopo i rinnovi di Giménez, Lucas e Griezmann, l'Atlético definisce gli acquisti di Rodrigo e Thomas Lemar già prima dell'inizio del calciomercato. Il calciatore francese proveniente dal Monaco rappresenta l'acquisto più costoso nella storia del club. Dopo le partenze delle due bandiere Fernando Torres e Gabi, i Colchoneros ufficializzano l'ingaggio di Gelson Martins a parametro zero. Il 31 luglio l'Atlético ufficializza l'arrivo di Santiago Arias dal PSV e, contestualmente, la partenza in prestito con di diritto di riscatto di Šime Vrsaljko all'Inter. Il 9 agosto si formalizza l'acquisto dell'attaccante croato Nikola Kalinić proveniente dal Milan e la cessione, in prestito, dell'argentino Luciano Vietto al Fulham. L'ultima operazione di mercato concerne la cessione dell'attaccante francese Kevin Gameiro ai rivali del Valencia.
Il mercato invernale ha invece visto l'arrivo in prestito dal Chelsea dell'attaccante spagnolo Álvaro Morata e la partenza, sempre in prestito, di Gelson Martins verso il Monaco. Viene inoltre richiamato dal prestito Nehuén Pérez e incorporato in prima squadra.

### Sessione estiva
| Acquisti         | Acquisti           | Acquisti           | Acquisti                    |
| R.               | Nome               | da                 | Modalità                    |
| ---------------- | ------------------ | ------------------ | --------------------------- |
| P                | Antonio Adán       | Real Betis         | definitivo (1 milione €)    |
| D                | Santiago Arias     | PSV                | definitivo (11 milioni €)   |
| C                | Gelson Martins     | Sporting Lisbona   | gratuito                    |
| C                | Thomas Lemar       | Monaco             | definitivo (70 milioni €)   |
| C                | Rodrigo            | Villarreal         | definitivo (20 milioni €)   |
| A                | Nikola Kalinić     | Milan              | definitivo (14,5 milioni €) |
| Altre operazioni |                    |                    |                             |
| R.               | Nome               | da                 | Modalità                    |
| P                | André Moreira      | Belenenses SAD     | fine prestito               |
| D                | Jonny Castro       | Celta Vigo         | definitivo (7 milioni €)    |
| D                | Pierre Kunde       | Granada            | fine prestito               |
| D                | Nehuén Pérez       | Argentinos Juniors | definitivo                  |
| D                | Emiliano Velázquez | Rayo Vallecano     | fine prestito               |
| C                | Diogo Jota         | Wolverhampton      | fine prestito               |
| C                | Bernard Mensah     | Kasımpaşa          | fine prestito               |
| A                | Luciano Vietto     | Valencia           | fine prestito               |

| Cessioni         | Cessioni           | Cessioni           | Cessioni                         |
| R.               | Nome               | a                  | Modalità                         |
| ---------------- | ------------------ | ------------------ | -------------------------------- |
| P                | Axel Werner        | Huesca             | prestito                         |
| D                | Šime Vrsaljko      | Inter              | prestito oneroso (6,5 milioni €) |
| C                | Gabi               | Al-Sadd            | gratuito                         |
| A                | Kevin Gameiro      | Valencia           | definitivo (16 milioni €)        |
| A                | Fernando Torres    | Sagan Tosu         | gratuito                         |
| Altre operazioni |                    |                    |                                  |
| R.               | Nome               | a                  | Modalità                         |
| P                | André Moreira      | Aston Villa        | prestito                         |
| D                | Jonny Castro       | Wolverhampton      | prestito                         |
| D                | Pierre Kunde       | Magonza            | definitivo (7,5 milioni €)       |
| D                | Nehuén Pérez       | Argentinos Juniors | prestito                         |
| D                | Emiliano Velázquez | Rayo Vallecano     | definitivo (1 milione €)         |
| C                | Diogo Jota         | Wolverhampton      | definitivo (14 milioni €)        |
| C                | Bernard Mensah     | Kayserispor        | prestito oneroso (0,4 milioni €) |
| A                | Luciano Vietto     | Fulham             | prestito                         |

### Sessione invernale
| Acquisti         | Acquisti                 | Acquisti           | Acquisti      |
| R.               | Nome                     | da                 | Modalità      |
| ---------------- | ------------------------ | ------------------ | ------------- |
| A                | Álvaro Morata            | Chelsea            | prestito      |
| Altre operazioni |                          |                    |               |
| R.               | Nome                     | da                 | Modalità      |
| P                | André Moreira            | Aston Villa        | fine prestito |
| P                | Axel Werner              | Huesca             | fine prestito |
| D                | Nehuén Pérez             | Argentinos Juniors | fine prestito |
| A                | Héctor Hernández Marrero | Malaga             | fine prestito |
| A                | Nicolás Schiappacasse    | Rayo Majadahonda   | fine prestito |

| Cessioni         | Cessioni                 | Cessioni         | Cessioni                    |
| R.               | Nome                     | a                | Modalità                    |
| ---------------- | ------------------------ | ---------------- | --------------------------- |
| C                | Gelson Martins           | Monaco           | prestito                    |
| Altre operazioni |                          |                  |                             |
| R.               | Nome                     | a                | Modalità                    |
| P                | André Moreira            | Feirense         | prestito                    |
| P                | Axel Werner              | Malaga           | prestito                    |
| D                | Jonny Castro             | Wolverhampton    | definitivo (20,5 milioni €) |
| A                | Héctor Hernández Marrero | Rayo Majadahonda | prestito                    |
| A                | Nicolás Schiappacasse    | Parma            | prestito                    |

## Risultati

### Primera División

#### Girone di andata
| Arbitro: | Gil Manzano |

|                |           |            |
| Rodrigo M. 56’ | Marcatori | 26’ Correa |

| Arbitro: | González González |

|               |           |  |
| Griezmann 63’ | Marcatori |  |

| Arbitro: | Mateu Lahoz |

|                             |           |  |
| M. Gómez 46’ Iago Aspas 52’ | Marcatori |  |

| Arbitro: | Martínez Munuera |

|                |           |                  |
| Borja G. 90+4’ | Marcatori | 87’ Sergi Enrich |

| Arbitro: | Sánchez Martínez |

|  |           |                                  |
|  | Marcatori | 14’ (aut.) David Soria 60’ Lemar |

| Arbitro: | González Fuertes |

|                                   |           |  |
| Griezmann 16’ Thomas 29’ Koke 33’ | Marcatori |  |

| Madrid 29 settembre 2018, ore 20:45 CEST 7ª giornata | Real Madrid      | 0 – 0 referto | Atlético Madrid | Santiago Bernabéu (78 642 spett.)\| Arbitro: \| Martínez Munuera \| |
| Arbitro:                                             | Martínez Munuera |               |                 |                                                                     |

| Arbitro: | Undiano Mallenco |

|            |           |  |
| Correa 74’ | Marcatori |  |

| Arbitro: | Estrada Fernández |

|                  |           |                 |
| Mario Gaspar 65’ | Marcatori | 51’ Filipe Luís |

| Arbitro: | Mateu Lahoz |

|                           |           |  |
| Godín 45’ Filipe Luís 60’ | Marcatori |  |

| Arbitro: | Melero López |

|              |           |               |
| Carrillo 82’ | Marcatori | 69’ Griezmann |

| Arbitro: | Sánchez Martínez |

|                                    |           |                   |
| Thomas 61’ Rodrigo 80’ Godín 90+1’ | Marcatori | 36’, 64’ Williams |

| Arbitro: | Gil Manzano |

|                 |           |                |
| Diego Costa 77’ | Marcatori | 90’ O. Dembélé |

| Arbitro: | de Burgos Bengoechea |

|                   |           |                    |
| Stuani 45’ (rig.) | Marcatori | 82’ (aut.) Ramalho |

| Arbitro: | Hernández Hernández |

|                                       |           |  |
| Kalinić 25’ Griezmann 82’ Rodrigo 87’ | Marcatori |  |

| Arbitro: | Undiano Mallenco |

|                            |           |                                         |
| Calero 57’ Saúl 63’ (aut.) | Marcatori | 26’ Kalinić 45+1’ (rig.), 80’ Griezmann |

| Arbitro: | Melero López |

|                      |           |  |
| Griezmann 56’ (rig.) | Marcatori |  |

| Arbitro: | Mateu Lahoz |

|                |           |               |
| Ben Yedder 37’ | Marcatori | 45’ Griezmann |

| Arbitro: | Prieto Iglesias |

|                      |           |  |
| Griezmann 57’ (rig.) | Marcatori |  |

#### Girone di ritorno
| Arbitro: | Cuadra Fernández |

|  |           |                                     |
|  | Marcatori | 31’ L. Hernandez 52’ Arias 71’ Koke |

| Arbitro: | Iglesias Villanueva |

|                        |           |  |
| Griezmann 27’ Saúl 37’ | Marcatori |  |

| Arbitro: | Medié Jiménez |

|                       |           |  |
| S. Canales 65’ (rig.) | Marcatori |  |

| Arbitro: | Estrada Fernández |

|               |           |                                               |
| Griezmann 25’ | Marcatori | 16’ Casemiro 42’ (rig.) Sergio Ramos 74’ Bale |

| Arbitro: | Gil Manzano |

|  |           |               |
|  | Marcatori | 74’ Griezmann |

| Arbitro: | Undiano Mallenco |

|                     |           |  |
| Morata 31’ Saúl 88’ | Marcatori |  |

| Arbitro: | González González |

|  |           |                 |
|  | Marcatori | 30’, 33’ Morata |

| Arbitro: | Mateu Lahoz |

|          |           |  |
| Saúl 50’ | Marcatori |  |

| Arbitro: | Jaime Latre |

|                        |           |  |
| Williams 73’ Kodro 85’ | Marcatori |  |

| Arbitro: | Melero López |

|  |           |                                               |
|  | Marcatori | 5’ Saúl 11’ Diego Costa 59’ Morata 84’ Thomas |

| Arbitro: | Iglesias Villanueva |

|                           |           |  |
| Godín 76’ Griezmann 90+4’ | Marcatori |  |

| Arbitro: | Gil Manzano |

|                      |           |  |
| Suárez 85’ Messi 86’ | Marcatori |  |

| Arbitro: | de Burgos Bengoetxea |

|                          |           |  |
| Griezmann 42’ Morata 74’ | Marcatori |  |

| Arbitro: | Alberola Rojas |

|  |           |           |
|  | Marcatori | 85’ Lemar |

| Arbitro: | Hernández Hernández |

|                                    |           |                               |
| Morata 9’ Griezmann 49’ Correa 81’ | Marcatori | 36’ Gameiro 77’ (rig.) Parejo |

| Arbitro: | Melero López |

|                    |           |  |
| Joaquín 66’ (aut.) | Marcatori |  |

| Arbitro: | Munuera Montero |

|                                              |           |  |
| Godín 45’ (aut.) B. Iglesias 52’, 89’ (rig.) | Marcatori |  |

| Arbitro: | de Burgos Bengoetxea |

|          |           |             |
| Koke 30’ | Marcatori | 70’ Sarabia |

| Arbitro: | Iglesias Villanueva |

|                        |           |                                |
| E. Cabaco 6’ Roger 36’ | Marcatori | 68’ Rodrigo 79’ Sergio Camello |

### Copa del Rey
| Arbitro: | Gil Manzano |

|  |           |            |
|  | Marcatori | 33’ Gelson |

| Arbitro: | Melero López |

|                                             |           |  |
| Lemar 48’ Kalinić 53’ Correa 55’ Vitolo 81’ | Marcatori |  |

| Arbitro: | Hernández Hernández |

|            |           |              |
| Lozano 34’ | Marcatori | 9’ Griezmann |

| Arbitro: | Mateu Lahoz |

|                                      |           |                                           |
| Kalinić 12’ Correa 66’ Griezmann 84’ | Marcatori | 37’ Fernández 59’ Stuani 88’ Borja García |

### Champions League

#### Fase a gironi
| Arbitro: | Collum |

|                 |           |                                     |
| S. Grandsir 18’ | Marcatori | 31’ Diego Costa 45+1’ J. M. Giménez |

| Arbitro: | Kružliak |

|                               |           |                |
| Griezmann 28’, 67’ Koke 90+4’ | Marcatori | 39’ Groeneveld |

| Arbitro: | Taylor |

|                                          |           |  |
| Witsel 38’ Guerreiro 73’, 89’ Sancho 83’ | Marcatori |  |

| Arbitro: | Orsato |

|                        |           |  |
| Saúl 33’ Griezmann 80’ | Marcatori |  |

| Arbitro: | Gestranius |

|                       |           |  |
| Koke 2’ Griezmann 24’ | Marcatori |  |

| Bruges 11 dicembre 2018, ore 21:00 CET Gruppo A – 6ª giornata | Club Bruges | 0 – 0 referto | Atlético Madrid | Jan Breydel (25 645 spett.)\| Arbitro: \| Massa \| |
| Arbitro:                                                      | Massa       |               |                 |                                                    |

#### Fase a eliminazione diretta
| Arbitro: | Zwayer |

|                             |           |  |
| J. M. Giménez 78’ Godín 83’ | Marcatori |  |

| Arbitro: | Kuipers |

|                              |           |  |
| Ronaldo 27’, 48’, 86’ (rig.) | Marcatori |  |

### Supercoppa UEFA
| Arbitro: | Marciniak |

|                                     |           |                                        |
| Benzema 27’ Sergio Ramos 63’ (rig.) | Marcatori | 1’, 79’ Diego Costa 98’ Saúl 104’ Koke |

## Statistiche

### Statistiche di squadra
| Competizione     | Punti | In casa | In casa | In casa | In casa | In casa | In casa | In trasferta | In trasferta | In trasferta | In trasferta | In trasferta | In trasferta | Totale | Totale | Totale | Totale | Totale | Totale | DR  |
| Competizione     | Punti | G       | V       | N       | P       | Gf      | Gs      | G            | V            | N            | P            | Gf           | Gs           | G      | V      | N      | P      | Gf     | Gs     | DR  |
| ---------------- | ----- | ------- | ------- | ------- | ------- | ------- | ------- | ------------ | ------------ | ------------ | ------------ | ------------ | ------------ | ------ | ------ | ------ | ------ | ------ | ------ | --- |
| Liga BBVA        | 76    | 19      | 14      | 3       | 1       | 32      | 10      | 19           | 7            | 7            | 5            | 23           | 19           | 38     | 22     | 10     | 6      | 55     | 29     | +26 |
| Coppa del Re     | -     | 2       | 1       | 1       | 0       | 7       | 3       | 2            | 1            | 1            | 0            | 2            | 1            | 4      | 2      | 2      | 0      | 9      | 4      | +5  |
| Champions League | 13    | 4       | 4       | 0       | 0       | 9       | 1       | 4            | 1            | 1            | 2            | 2            | 8            | 8      | 5      | 1      | 2      | 11     | 9      | +2  |
| Supercoppa UEFA  | -     | -       | -       | -       | -       | -       | -       | -            | -            | -            | -            | -            | -            | 1      | 1      | 0      | 0      | 4      | 2      | +2  |
| Totale           | 88    | 25      | 20      | 4       | 1       | 48      | 14      | 25           | 9            | 9            | 7            | 27           | 28           | 51     | 30     | 13     | 8      | 79     | 44     | +35 |

### Andamento in campionato
| Giornata  | 1 | 2 | 3 | 4  | 5 | 6 | 7 | 8 | 9 | 10 | 11 | 12 | 13 | 14 | 15 | 16 | 17 | 18 | 19 | 20 | 21 | 22 | 23 | 24 | 25 | 26 | 27 | 28 | 29 | 30 | 31 | 32 | 33 | 34 | 35 | 36 | 37 | 38 |
| --------- | - | - | - | -- | - | - | - | - | - | -- | -- | -- | -- | -- | -- | -- | -- | -- | -- | -- | -- | -- | -- | -- | -- | -- | -- | -- | -- | -- | -- | -- | -- | -- | -- | -- | -- | -- |
| Luogo     | T | C | T | C  | T | C | T | C | T | C  | T  | C  | C  | T  | C  | T  | C  | T  | C  | T  | C  | T  | C  | T  | C  | T  | C  | T  | T  | C  | T  | C  | T  | C  | C  | T  | C  | T  |
| Risultato | N | V | P | N  | V | V | N | V | N | V  | N  | V  | N  | N  | V  | V  | V  | N  | V  | V  | V  | P  | P  | V  | V  | V  | V  | P  | V  | V  | P  | V  | V  | V  | V  | P  | N  | N  |
| Posizione | 8 | 4 | 9 | 10 | 5 | 3 | 4 | 3 | 5 | 4  | 3  | 3  | 3  | 3  | 3  | 3  | 2  | 2  | 2  | 2  | 2  | 2  | 3  | 2  | 2  | 2  | 2  | 2  | 2  | 2  | 2  | 2  | 2  | 2  | 2  | 2  | 2  | 2  |

Legenda:

Luogo: C = Casa; T = Trasferta. Risultato: V = Vittoria; N = Pareggio; P = Sconfitta.

### Statistiche dei giocatori
In corsivo i calciatori che hanno lasciato la squadra a stagione in corso.
| Giocatore     | Primera División | Primera División | Primera División | Primera División | Coppa di Spagna | Coppa di Spagna | Coppa di Spagna | Coppa di Spagna | Champions League | Champions League | Champions League | Champions League | Supercoppa UEFA | Supercoppa UEFA | Supercoppa UEFA | Supercoppa UEFA | Totale   | Totale | Totale      | Totale     |
| Giocatore     | Presenze         | Reti             | Ammonizioni      | Espulsioni       | Presenze        | Reti            | Ammonizioni     | Espulsioni      | Presenze         | Reti             | Ammonizioni      | Espulsioni       | Presenze        | Reti            | Ammonizioni     | Espulsioni      | Presenze | Reti   | Ammonizioni | Espulsioni |
| ------------- | ---------------- | ---------------- | ---------------- | ---------------- | --------------- | --------------- | --------------- | --------------- | ---------------- | ---------------- | ---------------- | ---------------- | --------------- | --------------- | --------------- | --------------- | -------- | ------ | ----------- | ---------- |
| A. Adán       | 1                | -2               | 1                | 0                | 4               | -4              | 0               | 0               | 0                | -0               | 0                | 0                | 0               | -0              | 0               | 0               | 5        | -6     | 1           | 0          |
| S. Arias      | 25               | 1                | 4                | 0                | 4               | 0               | 0               | 0               | 4                | 0                | 0                | 0                | 0               | 0               | 0               | 0               | 33       | 1      | 4           | 0          |
| Borja G.      | 1                | 1                | 0                | 0                | 0               | 0               | 0               | 0               | 0                | 0                | 0                | 0                | -               | -               | -               | -               | 1        | 1      | 0           | 0          |
| S. Camello    | 1                | 1                | 0                | 0                | -               | -               | -               | -               | -                | -                | -                | -                | -               | -               | -               | -               | 1        | 1      | 0           | 0          |
| Á. Correa     | 36               | 3                | 7                | 1                | 4               | 2               | 0               | 0               | 8                | 0                | 2                | 0                | 1               | 0               | 1               | 0               | 49       | 5      | 10          | 1          |
| Diego Costa   | 16               | 2                | 4                | 1                | 0               | 0               | 0               | 0               | 4                | 1                | 3                | 0                | 1               | 2               | 1               | 0               | 21       | 5      | 8           | 1          |
| Filipe Luís   | 27               | 2                | 4                | 0                | 0               | 0               | 0               | 0               | 5                | 0                | 2                | 0                | 0               | 0               | 0               | 0               | 32       | 2      | 6           | 0          |
| Gelson        | 8                | 0                | 0                | 0                | 2               | 1               | 1               | 0               | 2                | 0                | 0                | 0                | 0               | 0               | 0               | 0               | 12       | 1      | 1           | 0          |
| J. M. Giménez | 21               | 0                | 5                | 0                | 2               | 0               | 0               | 0               | 5                | 2                | 3                | 0                | 1               | 0               | 0               | 0               | 29       | 2      | 8           | 0          |
| D. Godín      | 30               | 3                | 7                | 0                | 2               | 0               | 1               | 0               | 6                | 1                | 1                | 0                | 1               | 0               | 0               | 0               | 39       | 4      | 9           | 0          |
| A. Griezmann  | 37               | 15               | 5                | 0                | 2               | 2               | 1               | 0               | 8                | 4                | 2                | 0                | 1               | 0               | 0               | 0               | 48       | 21     | 8           | 0          |
| L. Hernandez  | 14               | 1                | 5                | 0                | 2               | 0               | 1               | 0               | 5                | 0                | 1                | 0                | 1               | 0               | 0               | 0               | 22       | 1      | 7           | 0          |
| C. Isaac      | 1                | 0                | 0                | 0                | 0               | 0               | 0               | 0               | 0                | 0                | 0                | 0                | -               | -               | -               | -               | 1        | 0      | 0           | 0          |
| Juanfran      | 22               | 0                | 7                | 0                | 2               | 0               | 0               | 0               | 5                | 0                | 1                | 0                | 1               | 0               | 0               | 0               | 30       | 0      | 8           | 0          |
| N. Kalinić    | 17               | 2                | 3                | 0                | 4               | 2               | 0               | 0               | 3                | 0                | 0                | 0                | 0               | 0               | 0               | 0               | 24       | 4      | 3           | 0          |
| Koke          | 30               | 3                | 8                | 1                | 3               | 0               | 1               | 0               | 7                | 2                | 0                | 0                | 1               | 1               | 0               | 0               | 41       | 6      | 9           | 1          |
| T. Lemar      | 31               | 2                | 4                | 0                | 4               | 1               | 0               | 0               | 7                | 0                | 1                | 0                | 1               | 0               | 0               | 0               | 43       | 3      | 5           | 0          |
| V. Mollejo    | 4                | 0                | 0                | 0                | -               | -               | -               | -               | 0                | 0                | 0                | 0                | -               | -               | -               | -               | 4        | 0      | 0           | 0          |
| F. Montero    | 9                | 0                | 2                | 0                | 3               | 0               | 1               | 0               | 2                | 0                | 1                | 0                | -               | -               | -               | -               | 14       | 0      | 4           | 0          |
| Á. Morata     | 15               | 6                | 4                | 0                | -               | -               | -               | -               | 2                | 0                | 0                | 0                | -               | -               | -               | -               | 17       | 6      | 4           | 0          |
| A. Moya       | 1                | 0                | 0                | 0                | 1               | 0               | 0               | 0               | 0                | 0                | 0                | 0                | -               | -               | -               | -               | 2        | 0      | 0           | 0          |
| J. Muñoz      | 1                | 0                | 0                | 0                | -               | -               | -               | -               | 0                | 0                | 0                | 0                | -               | -               | -               | -               | 1        | 0      | 0           | 0          |
| J. Oblak      | 37               | -27              | 0                | 0                | 0               | 0               | 0               | 0               | 8                | -9               | 0                | 0                | 1               | -2              | 0               | 0               | 46       | -38    | 0           | 0          |
| N. Pérez      | 0                | 0                | 0                | 0                | -               | -               | -               | -               | 0                | 0                | 0                | 0                | -               | -               | -               | -               | 0        | 0      | 0           | 0          |
| Rodrigo       | 34               | 3                | 5                | 0                | 4               | 0               | 0               | 0               | 8                | 0                | 0                | 0                | 1               | 0               | 0               | 0               | 47       | 3      | 5           | 0          |
| Saúl          | 33               | 4                | 10               | 0                | 3               | 0               | 0               | 0               | 8                | 1                | 1                | 0                | 1               | 1               | 0               | 0               | 45       | 6      | 11          | 0          |
| S. Savić      | 18               | 0                | 3                | 1                | 2               | 0               | 0               | 0               | 1                | 0                | 0                | 1                | 1               | 0               | 0               | 0               | 22       | 0      | 3           | 2          |
| A. Solano     | 1                | 0                | 0                | 0                | -               | -               | -               | -               | 0                | 0                | 0                | 0                | -               | -               | -               | -               | 1        | 0      | 0           | 0          |
| Thomas        | 32               | 3                | 7                | 1                | 3               | 0               | 0               | 0               | 6                | 0                | 3                | 0                | 1               | 0               | 0               | 0               | 42       | 3      | 10          | 1          |
| Vitolo        | 20               | 0                | 1                | 0                | 3               | 1               | 0               | 0               | 4                | 0                | 0                | 0                | 1               | 0               | 1               | 0               | 28       | 1      | 2           | 0          |